# Chef du Service de sécurité d'Ukraine
Le chef du Service de sécurité de l'Ukraine (ukrainien : Голова Служби безпеки України) est l'autorité de commandement en chef du Service de sécurité de l'Ukraine (SBU), l'agence de sécurité intérieure du gouvernement ukrainien. Le chef du SBU est membre de droit du Conseil national de sécurité et de défense de l'Ukraine et est nommé ou révoqué par la Verkhovna Rada (parlement national de l'Ukraine) sur proposition du président de l'Ukraine.

## Liste des chefs du SBU
- Nikolaï Golouchko (par intérim), 20 septembre 1991 – 6 novembre 1991
- Ievhen Martchouk, 6 novembre 1991 – 12 juillet 1994
- Valeriy Malikov (en), 12 juillet 1994 – 3 juillet 1995
- Volodymyr Radtchenko, 3 juillet 1995 – 22 avril 1998
- Leonid Derkach (en), 22 avril 1998 – 10 février 2001
- Volodymyr Radtchenko, 10 février 2001 – 2 septembre 2003
- Ihor Smechko, 4 septembre 2003 – 4 février 2005
- Oleksandr Tourtchynov, 4 février 2005 – 8 septembre 2005
- Ihor Drizhchany (en), 8 septembre 2005 – 22 décembre 2006
  - Valentyn Nalyvaïtchenko 22 décembre 2006 – 6 mars 2009
- Valentyn Nalyvaïtchenko, 6 mars 2009 – 11 mars 2010
- Valeriy Khorochkovsky, 11 mars 2010 – 18 janvier 2012[1]
  - Volodymyr Rokytsky (par intérim), 19 janvier 2012 – 3 février 2012[2],[3]
- Ihor Kalinin (en), 3 février 2012 – 9 janvier 2013[2]
- Oleksandr Yakymenko, 9 janvier 2013 – 24 février 2014[4],[5]
- Valentyn Nalyvaïtchenko, 24 février 2014 – 18 juin 2015[6],[7],[5]
- Vassyl Hrytsak, 2 juillet 2015 – 22 mai 2019[8]
- Ivan Bakanov, 29 août 2019 – 17 juillet 2022[9]
- Vassyl Maliouk, Depuis le 7 février 2023 (chef par intérim du 17 juillet 2022[10] au 7 février 2023)